# Pseudosuberites sulcatus
Pseudosuberites sulcatus är en svampdjursart som beskrevs av Thiele 1905. Pseudosuberites sulcatus ingår i släktet Pseudosuberites och familjen Suberitidae.
Artens utbredningsområde är havet utanför Chile. Inga underarter finns listade i Catalogue of Life.